# Terceiro Concílio de Latrão
O Terceiro Concílio de Latrão, reunidoem março de 1179, foi o décimo primeiro concílio ecumênico. O Papa Alexandre III presidiu e 302 bispos compareceram.

## O Concílio
Por um acordo feito no Paz de Veneza em 1177, o amargo conflito entre Alexandre III e o imperador do Sacro Império Romano-Germânico Frederico I terminou. Quando o Papa Adriano IV morreu em 1159, o colégio de cardeais elegeu dois Papas: Rolando de Siena, que tomou o nome de Alexandre III, e Otaviano de Roma que, embora fosse o preferido da minoria, tinha o apoio de Frederico e tomou o nome de Papa Vítor IV. Frederico, desejando remover todos que estivessem no caminho de sua autoridade na Itália, declarou guerra aos estados italianos e à Igreja. Um sério cisma surgiu deste conflito e, após a morte de Vítor IV, dois outros antipapas foram nomeados em oposição a Alexandre III: Pascoal III (1164–1168) e Calisto III (1168–1178). Eventualmente, na Paz de Veneza, quando Alexandre saiu vitorioso, ele prometeu à Frederico que chamaria um Concílio Ecumênico.

## Decisões do Concílio
Além de remover os últimos resquícios do recente cisma, o Concílio condenou os valdenses e os cátaros, todos considerados heréticos, e pressionou por uma restauração da disciplina eclesiástica. Ele também se tornou o primeiro Concílio geral da Igreja a legislar contra a sodomia. Três sessões foram realizadas, em 5, 14 e 19 de março, nas quais 27 cânones foram promulgados.
Os mais importantes foram:
- Cânon 1: Com o objetivo de evitar a possibilidade de um futuro cisma, apenas os colégio de cardeais terá o poder de eleger um Papa. Além disso, maioria de dois terços será requerida para que ela seja válida. Se algum dos candidatos se declarar Papa antes de receber a maioria requerida, ele e os que o apoiam serão excomungados.
- Cânon 2: Declarou como inválido e nulo as ordenações feitas pelos antipapas Otaviano (Vítor IV), Guy de Crema (Pascoal III) e João de Struma (Calisto III).
- Cânon 3: Proibiu a promoção de qualquer um para uma paróquia antes da idade de 25 e para o episcopado antes dos 30.
- Cânon 5: Proibiu a ordenação de clérigos que não tenham meios de se sustentar.
- Cânon 7: Proibiu a cobrança de dinheiro para realizar enterros, abençoar um casamento ou realizar a celebração de qualquer um dos sacramentos.
- Cânon 11: Proibiu os clérigos de terem mulheres em suas casas ou visitar conventos de freiras sem um bom motivo; declarou que os clérigos casados perderiam seus benefícios; e decretou que os padres que praticarem a sodomia deverão ser depostos de seus cargos e fazer uma penitência — enquanto que leigos serão excomungados.
- Cânon 18: Requereu que toda catedral apontasse um mestre para ensinar os clérigos e os estudantes pobres da Igreja; esta ação ajudou a fomentar as escolas catedráticas, que se tornariam as universidades.[2]
- Cânon 19: Declarou a excomunhão para os que tentassem taxar as igrejas e os clérigos sem o consentimento do bispo.
- Cânon 23: Sobre a correta organização de acomodações para os leprosos.
- Cânon 25: Excomungou os que praticavam a usura.
- Cânon 26: Proibiu judeus e muçulmanos de terem servos cristãos e que a evidência apresentada por cristãos deverá ser sempre aceita contra os judeus.
- Cânon 27: Reforçou o dever dos príncipes de reprimir as heresias e condenou "os brabantes, aragoneses, bascos, navarros e outros que praticam tal crueldade aos cristãos que sequer respeitam as igrejas e os mosteiros, não poupam nem as viúvas nem os órfãos, nem idade e nem sexo, mas da maneira dos pagãos, destroem e arrasam tudo." (De Brabantionibus et Aragonensibus, Navariis, Bascolis, Coterellis et Triaverdinis, qui tantam in Christianos immanitatem exercent, ut nec ecclesiis, nec monasteriis deferant, non viduis, et pupillis, non senibus, et pueris, nec cuilibet parcant aetati, aut sexui, sed more paganorum omnia perdant, et vastent).[3]